# Erdős József (plébános)
Dr. Erdős József (Péterréve, 1900. március 9. – Székesfehérvár, 1971. augusztus 1.) római katolikus plébános, nevelőintézeti igazgató, rovarkutató.

## Életpályája
Erdős Sándor és Kovács Mária fia. 1910–1918 között a gimnáziumot Kalocsán végezte el. 1918–1922 között teológiát tanult Kalocsán. 1922. augusztus 13-án szentelték pappá Bácsalmáson. 1923-ban Jánoshalmán, 1926-ban Baján volt kp. és hitoktató. 1930-ban Kalocsán hitoktató és székesegyházi hitszónok volt. 1931-ben Szegeden egyetemi hallgató volt. 1935-ben doktorált. Ezután a kalocsai érsekség tanítóképző hittantanára volt. 1938-ban a hittudományi főiskola vicerektora volt. 1939–1948 között az érseki tanítóképző és óvónőképző igazgatója is volt.

## Művei
- A Maros torkolatának árvízi és ártéri bogárvilága biológiai szempontból (disszertáció, Szeged, 1935)
- Az Entedon Dalm. nemzetség magyarországi fajai (Kalocsa, 1944)

## Díjai
- Frivaldszky Imre-emlékplakett (1964)[2]